# Maryna Vjazovska
Maryna Vjazovska (ukrajinsky: Марина Сергіївна В'язовська, 1984, Kyjev) je ukrajinská matematička. Proslavila se především svým článkem The sphere packing problem in dimension 8 z roku 2016. V roce 2019 získala Fermatovu cenu, v roce 2022 Fieldsovu medaili.
Vystudovala matematiku na bakalářské úrovni na Kyjevské národní univerzitě Tarase Ševčenka, magisterský titul získala na Technické univerzitě Kaiserslautern, doktorát dělala na Univerzitě v Bonnu (2013). V letech 2002 a 2005 vyhrála mezinárodní vysokoškolskou matematickou soutěž. V roce 2010 se stala kandidátem věd na Ústavu matematiky Národní akademie věd Ukrajiny. Vědecky začala pracovat na Humboldtově univerzitě v Berlíně a na Princetonské univerzitě. Od roku 2018 je profesorkou katedry teorie čísel Ústavu matematiky na Švýcarském federálním technologickém institutu v Lausanne ve Švýcarsku.